# Трејси Алман
Трејси Алман (енгл. Tracey Ullman) је енглеско-америчка глумица, рођена 30. децембра 1959. године у Слоуу (Енглеска).

## Филмографија
- Мртва невеста (2005)